# Эскивель, Карлос
Карлос Эскивель (исп. Carlos Esquivel; род. 10 апреля 1982 года в Мичоакане, Мексика) — мексиканский футболист, игравший на позиции вингера. Выступал за сборную Мексики.

## Клубная карьера
Карлос воспитанник футбольной академии клуба «Толука». В 2004 году он дебютировал в фармклубе «Толуки», «Атлетико Мексиканс», выступающей в Лиге Ассенсо. В 2005 году Эскивель вернулся в «Толуку», где в том же году выиграл свой первый чемпионат. В начале 2008 года Карлос перешёл в «УАНЛ Тигрес» на правах аренды. 13 апреля в матче против «Монаркас Морелия», он забил свой первый гол за новую команду. После возвращения из аренды Карлос вновь выиграл чемпионат. В 2010 году Эскивель в третий раз стал чемпионом Мексики, выиграв турнир Бисентеннарио.
14 февраля 2013 года в матче второго группового этапа Кубка Либертадорес против аргентинского «Бока Хуниорс» Карлос забил победный гол.

## Международная карьера
24 сентября 2008 года в товарищеском матче против сборной Чилиа, Эскивель дебютировал в сборной Мексики. В 2009 году в составе национальной команды он поехал Золотой Кубок КОНКАКАФ в США. На турнире он принял участие в четырёх матчах против сборных Никарагуа, Гваделупы, Гаити и хозяев соревнований США. В составе сборной страны Карлос стал обладателем Золотого Кубка.
В 2015 году Эскивель стал обладателем Золотого кубка КОНКАКАФ. На турнире он сыграл в матчах против сборных Кубы, Гватемалы, Тринидада и Тобаго, Коста-Рики, Панамы и Ямайки.

## Достижения
Командные
 «Толука»
- Чемпионат Мексики по футболу (3) — Апертура 2005, Апертура 2008, Бисентенарио 2010

Международные
 Мексика
- Золотой Кубок КОНКАКАФ — 2009
- Золотой Кубок КОНКАКАФ — 2015